# Богатирьово (Цівільський район)
Богатирьо́во (рос. Богатырёво, чув. Патăрьел) — село у складі Цівільського району Чувашії, Росія. Адміністративний центр Богатирьовського сільського поселення.
Населення — 405 осіб (2010; 416 у 2002).
Національний склад:
- чуваші — 99 %